# Список станций Венского метрополитена
Это список станций Венского метрополитена — системы линий метрополитена в Вене (Австрия).

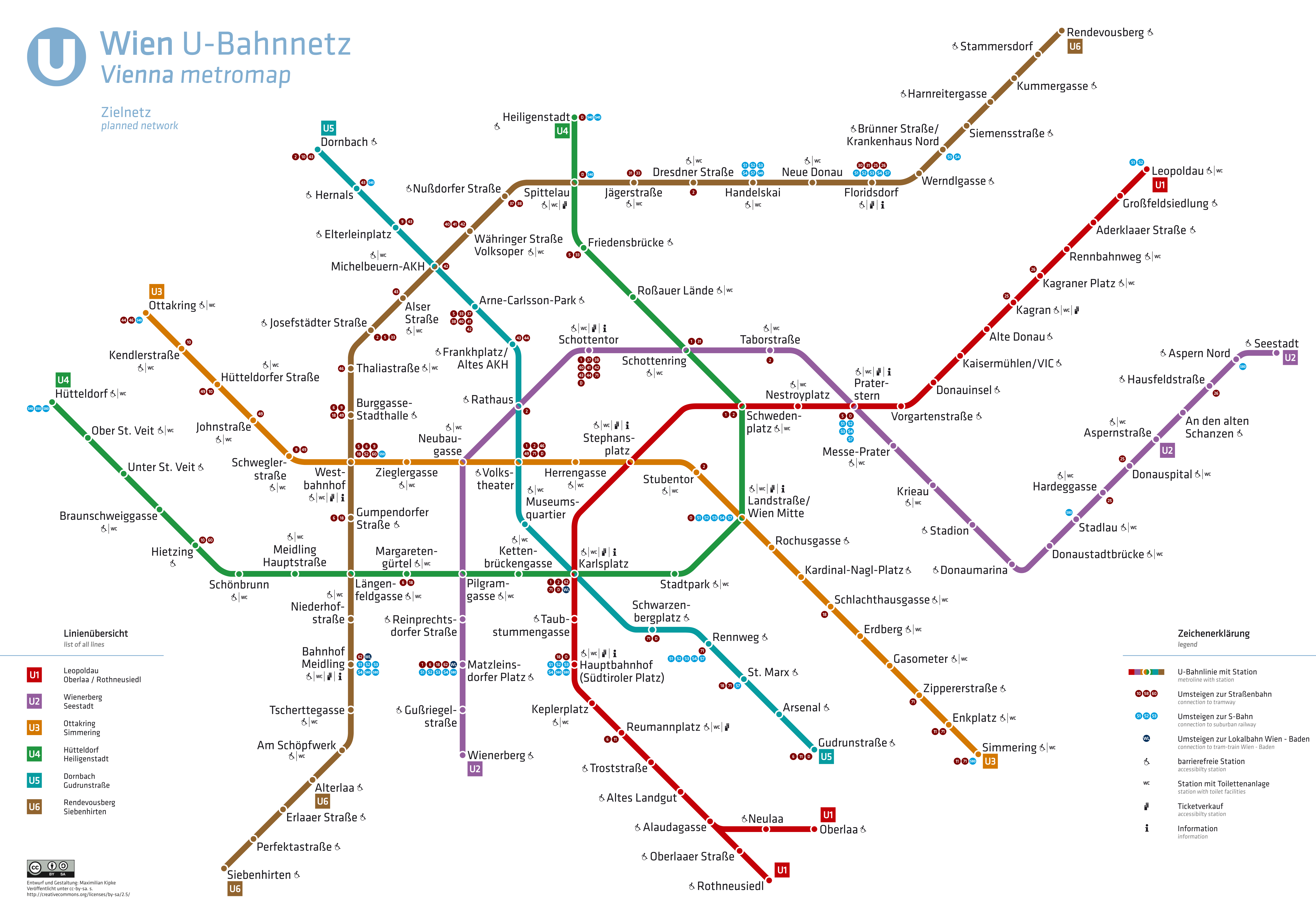
Схема Венского метрополитена

## Линии и станции

### Линия U1
- «Ройманнплац» (нем. Reumannplatz)

открыта 25 февраля 1978 года
- «Кеплерплац» (нем. Keplerplatz)

открыта 25 февраля 1978 года
- «Зюдтиролер Плац-Хауптбанхоф» (нем. Südtiroler Platz)

открыта 25 февраля 1978 года
- «Таубштумменгассе» (нем. Taubstummengasse)

открыта 25 февраля 1978 года
- «Карлсплац» (нем. Karlsplatz) — площадь Карлсплац

открыта 25 февраля 1978 года
пересадка на одноимённые станции линий U2 и U4
- «Штефансплац» (нем. Stephansplatz) — площадь Штефансплац, собор Св. Стефана

открыта 18 ноября 1978 года
пересадка на одноимённую станцию линии U3
- «Шведенплац» (нем. Schwedenplatz)

открыта 24 ноября 1979 года
пересадка на одноимённую станцию линии U4
- «Нестройплац» (нем. Nestroyplatz)

открыта 24 ноября 1979 года
- «Пратерштерн» (нем. Praterstern) — недалеко от главного входа в Пратер

открыта 28 февраля 1981 года
пересадка на одноимённую станцию линии U2
- «Форгартенштрассе» (нем. Vorgartenstraße)

открыта 3 сентября 1982 года
- «Донауинзель» (нем. Donauinsel) — центр Донауинзеля

открыта 3 сентября 1982 года
- «Кайзермюллен» (нем. Kaisermühlen)

открыта 3 сентября 1982 года
- «Альте Донау» (нем. Alte Donau)

открыта 3 сентября 1982 года
- «Кагран» (нем. Kagran)

открыта 3 сентября 1982 года
- «Кагранер Плац» (нем. Kagraner Platz)

открыта 2 сентября 2006 года
- «Реннбанвег» (нем. Rennbahnweg)

открыта 2 сентября 2006 года
- «Адерклааер Штрассе» (нем. Aderklaaer Straße)

открыта 2 сентября 2006 года
- «Гросфельдзидлюнг» (нем. Großfeldsiedlung)

открыта 2 сентября 2006 года
- «Леопольдау» (нем. Leopoldau)

открыта 2 сентября 2006 года

### Линия U2
- «Карлсплац» (нем. Karlsplatz) — площадь Карлсплац

открыта 30 августа 1980 года
пересадка на одноимённые станции линий U1 и U4
- «Музеумсквартир» (нем. Museumsquartier) — музейный комплекс Музеумсквартир

открыта 30 августа 1980 года
- «Фолькстеатр» (нем. Volkstheater) — Венский народный театр

открыта 30 августа 1980 года
пересадка на одноимённую станцию линии U3
- «Ратхаус» (нем. Rathaus) — Городская ратуша

открыта 30 августа 1980 года
- «Шоттентор» (нем. Schottentor)

открыта 30 августа 1980 года
- «Шоттенринг» (нем. Schottenring)

открыта 30 августа 1980 года
перестроена 10 мая 2008 года
пересадка на одноимённую станцию линии U4
- «Таборштрассе» (нем. Taborstraße)

открыта 10 мая 2008 года
- «Пратерштерн» (нем. Praterstern) — недалеко от главного входа в Пратер

открыта 10 мая 2008 года
пересадка на одноимённую станцию линии U1
- «Мессе-Пратер» (нем. Messe)

открыта 10 мая 2008 года
- «Криау» (нем. Krieau)

открыта 10 мая 2008 года
- «Стадион» (нем. Stadion) — стадион «Эрнст Хаппель»

открыта 10 мая 2008 года
- «Донаумарина» (нем. Donaumarina)

открыта 2 октября 2010 года
- «Донауштадтбрюке» (нем. Donaustadtbrücke)

открыта 2 октября 2010 года
- «Штадтлау» (нем. Stadlau)

открыта 2 октября 2010 года
- «Хардеггассе» (нем. Hardeggasse)

открыта 2 октября 2010 года
- «Донаушпиталь» (нем. Donauspital)

открыта 2 октября 2010 года
- «Аспернштрассе» (нем. Aspernstraße)

открыта 2 октября 2010 года
- «Хаусфельдштрассе» (нем. Hausfeldstraße)

открыта 5 октября 2013 года
- «Асперн Норд» (нем. Aspern Nord)

открыта 5 октября 2013 года
- «Зеештадт» (нем. Seestadt)

открыта 5 октября 2013 года

### Линия U3
- «Оттакринг» (нем. Ottakring)

открыта 5 декабря 1998 года
- «Кендлерштрассе» (нем. Kendlerstraße)

открыта 5 декабря 1998 года
- «Хюттельдорфер Штрассе» (Hütteldorfer Straße)

открыта 5 декабря 1998 года
- «Йонштрассе» (нем. Johnstraße)

открыта 3 сентября 1994 года
- «Швеглерштрассе» (нем. Schweglerstraße)

открыта 3 сентября 1994 года
- «Вестбанхоф» (нем. Westbahnhof) — Западный вокзал Вены

открыта 4 сентября 1993 года
пересадка на одноимённую станцию линии U6
- «Циглергассе» (нем. Zieglergasse)

открыта 4 сентября 1993 года
- «Нойбаугассе» (нем. Neubaugasse) — пересечение торговых улиц Мариахильфер и Нойбаугассе

открыта 4 сентября 1993 года
- «Фолькстеатр» (нем. Volkstheater) — Венский народный театр

открыта 6 апреля 1991 года
пересадка на одноимённую станцию линии U2
- «Херренгассе» (нем. Herrengasse)

открыта 6 апреля 1991 года
- «Штефансплац» (нем. Stephansplatz) — площадь Штефансплац, собор Св. Стефана

открыта 6 апреля 1991 года
пересадка на одноимённую станцию линии U1
- «Штубентор» (нем. Stubentor)

открыта 6 апреля 1991 года
- «Ландштрассе» (нем. Landstraße)

открыта 6 апреля 1991 года
пересадка на одноимённую станцию линии U4
- «Рохусгассе» (нем. Rochusgasse)

открыта 6 апреля 1991 года
- «Кардинал-Нагль-Плац» (нем. Kardinal-Nagl-Platz)

открыта 6 апреля 1991 года
- «Шлахтхаусгассе» (нем. Schlachthausgasse)

открыта 6 апреля 1991 года
- «Эрдберг» (нем. Erdberg)

открыта 6 апреля 1991 года
- «Газометер» (нем. Gasometer) — Венские газометры

открыта 2 декабря 2000 года
- «Ципперерштрассе» (нем. Zippererstraße)

открыта 2 декабря 2000 года
- «Энкплац» (нем. Enkplatz)

открыта 2 декабря 2000 года
- «Зиммеринг» (нем. Simmering)

открыта 2 декабря 2000 года

### Линия U4
- «Хюттельдорф» (нем. Hütteldorf)

открыта 20 декабря 1981 года
- «Обер Санкт-Файт» (нем. Ober St. Veit)

открыта 20 декабря 1981 года
- «Унтер Санкт-Файт» (нем. Unter St. Veit)

открыта 20 декабря 1981 года
- «Брауншвайггассе» (нем. Braunschweiggasse)

открыта 20 декабря 1981 года
- «Хитцинг» (нем. Hietzing)

открыта 31 августа 1981 года
- «Шёнбрунн» (нем. Schönbrunn) — вход в дворцовый комплекс Шёнбрунн

открыта 31 августа 1981 года
- «Майдлинг Хауптштрассе» (нем. Meidling Hauptstraße)

открыта 27 октября 1980 года
- «Ленгенфельдгассе» (нем. Längenfeldgasse)

открыта 27 октября 1980 года
кросс-платформенная пересадка на одноимённую станцию линии U6
- «Маргаретенгюртель» (нем. Margaretengürtel)

открыта 27 октября 1980 года
- «Пильграмгассе» (нем. Pilgramgasse)

открыта 27 октября 1980 года
- «Кеттенбрюкенгассе» (нем. Kettenbrückengasse)

открыта 27 октября 1980 года
- «Карлсплац» (нем. Karlsplatz) — площадь Карлсплац

открыта 15 августа 1978 года
пересадка на одноимённые станции линии U1 и U2
- «Штадтпарк» (нем. Stadtpark) — Городской парк Вены

открыта 15 августа 1978 года
- «Ландштрассе» (нем. Landstraße)

открыта 15 августа 1978 года
пересадка на одноимённую станцию линии U3
- «Шведенплац» (нем. Schwedenplatz)

открыта 15 августа 1978 года
пересадка на одноимённую станцию линии U1
- «Шоттенринг» (нем. Schottenring)

открыта 3 апреля 1978 года
пересадка на одноимённую станцию линии U2
- «Росауэр Лэнде» (нем. Roßauer Lände)

открыта 3 апреля 1978 года
- «Фриденсбрюке» (нем. Friedensbrücke)

открыта 8 мая 1976 года
- «Шпиттелау» (нем. Spittelau)

открыта 7 октября 1995 года
пересадка на одноимённую станцию линии U6
- «Хайлигенштадт» (нем. Heiligenstadt)

открыта 8 мая 1976 года

### Линия U6
- «Зибенхиртен» (нем. Siebenhirten)

открыта 15 апреля 1995 года
- «Перфекташтрассе» (нем. Perfektastraße)

открыта 15 апреля 1995 года
- «Эрлааер Штрассе» (нем. Erlaaer Straße)

открыта 15 апреля 1995 года
- «Альтерлаа» (нем. Alterlaa)

открыта 15 апреля 1995 года
- «Ам Шёпфверк» (нем. Am Schöpfwerk)

открыта 15 апреля 1995 года
- «Черттегассе» (нем. Tscherttegasse)

открыта 15 апреля 1995 года
- «Банхоф Майдлинг» (нем. Bahnhof Meidling)

открыта 7 октября 1989 года
- «Нидерхофштрассе» (нем. Niederhofstraße)

открыта 7 октября 1989 года
- «Ленгенфельдгассе» (нем. Längenfeldgasse)

открыта 7 октября 1989 года
кросс-платформенная пересадка на одноимённую станцию линии U4
- «Гумпендорфер Штрассе» (нем. Gumpendorfer Straße)

открыта 7 октября 1989 года
- «Вестбанхоф» (нем. Westbahnhof) — Западный вокзал Вены

открыта 7 октября 1989 года
пересадка на одноимённую станцию линии U3
- «Бурггассе — Штадтхалле» (нем. Burggasse — Stadthalle)

открыта 7 октября 1989 года
- «Талиаштрассе» (нем. Thaliastraße)

открыта 7 октября 1989 года
- «Йозефштедтер Штрассе» (нем. Josefstädter Straße)

открыта 7 октября 1989 года
- «Альзер Штрассе» (нем. Alser Straße)

открыта 7 октября 1989 года
- «Михельбойерн» (нем. Michelbeuern — Allgemeines Krankenhaus)

открыта 7 октября 1989 года
- «Вэрингер Штрассе — Фольксопер» (нем. Währinger Straße — Volksoper)

открыта 7 октября 1989 года
- «Нусдорфер Штрассе» (нем. Nußdorfer Straße)

открыта 4 мая 1996 года
- «Шпиттелау» (нем. Spittelau)

открыта 4 мая 1996 года
пересадка на одноимённую станцию линии U4
- «Йегерштрассе» (нем. Jägerstraße)

открыта 4 мая 1996 года
- «Дрезднер Штрассе» (нем. Dresdner Straße)

открыта 4 мая 1996 года
- «Хандельскай» (нем. Handelskai)

открыта 4 мая 1996 года
- «Нойе Донау» (нем. Neue Donau)

открыта 4 мая 1996 года
- «Флоридсдорф» (нем. Floridsdorf)

открыта 4 мая 1996 года

## Закрытые станции

### Линия U2
- (нем. Lerchenfelder Straße)

открыта 30 августа 1980 года
закрыта 27 сентября 2003 года

### Линия U6
- (нем. Heiligenstadt)

открыта 7 октября 1989 года
закрыта 4 мая 1996 года при продлении линии